# Fernando Távora
Fernando Luís Cardoso de Meneses de Tavares e Távora, semplicemente conosciuto come Fernando Távora (Porto, 25 agosto 1923 – Matosinhos, 3 settembre 2005), è stato un architetto portoghese, esponente della Scuola di Porto.

## Opere (selezione)
- Pousada Santa Marinha da Costa a Guimarães
- Piano generale urbano di Guimarães[1]

## Fortuna Critica
Fernando Távora non assume particolare rilievo a livello internazionale, nonostante fosse una figura chiave della Scuola di Porto di cui ricordiamo maggiormente i suoi allievi Alvaro Siza ed Eduardo Souto de Moura. In Italia l’autore trova fortuna grazie allo studio e alla ricerca di Antonio Esposito e Giovanni Leoni.